# Kaukázusi domolykó
A kaukázusi domolykó (Squalius aphipsi) a sugarasúszójú halak (Actinopterygii) osztályának a pontyalakúak (Cypriniformes) rendjébe, ezen belül a pontyfélék (Cyprinidae) családjába tartozó faj.

## Előfordulása
A kaukázusi domolykó az Azovi-tenger körzetében: az Afipsz és Pszekupsz hegyi folyókban él. Nyugat-Kaukázusban (Dél-Oroszország), a Kubány alsó szakaszának mellékfolyóiban is megtalálható.

## Megjelenése
A hal nyújtott teste oldalról erősen lapított, feje hosszú, vaskos, szájnyílása széles. Nagy pikkelyei vannak, 40-43 az oldalvonal mentén. Hátúszója 11, farok alatti úszója 12 sugarú; a farok alatti úszó pereme gyengén kifelé domboruló. Garatfogai kétsorosak, 2.5-5.2. Háta sötét, a barnástól az olajzöldig változik. Oldalai világosabbak, sárgás ezüstfénnyel. Hasoldala fehéres. Hát- és farokúszója sárgásszürke, mellúszói vörhenyesek, hasúszói és a farok alatti úszója világospiros. Testhossza 12-15 centiméter, legfeljebb 16 centiméter.

## Életmódja
Kis termetű, rajban élő domolykó, amely főként a legerősebb sodrású részeket kedveli. Tápláléka mindenféle apró fenéklakó, vízi és repülő rovarok.
Ez a szűk elterjedési területén élő halfaj gazdaságilag nem jelentős.

## Szaporodása
Májusban ívik a gyorsan áramló víz elöntötte kavicszátonyokon. Ilyenkor a hímeken apró szemű nászkiütések jelennek meg. A ragadós ikrák a homokra és a kavicsos fenékre tapadnak.